# Pérez Zeledón
Pérez Zeledón is een stad (ciudad) en gemeente (cantón) in de provincie San José van Costa Rica. Met zijn 142.000 inwoners is deze gemeente de zesde grootste van het land.
De gemeente wordt onderverdeeld in elf deelgemeenten (distrito): San Isidro de El General (de hoofdstad), Barú, Cajón, Daniel Flores, El General, Páramo, Pejibaye, Platanares, Río Nuevo, Rivas en San Pedro.

## Geboren in Pérez Zeledón
- Keylor Navas (1986) voetballer